# Rougeotiana ochreocosta
Rougeotiana ochreocosta är en fjärilsart som beskrevs av Bethune-Baker 1915. Rougeotiana ochreocosta ingår i släktet Rougeotiana och familjen mätare. Inga underarter finns listade.